# ルドルフ・ヘルンレ

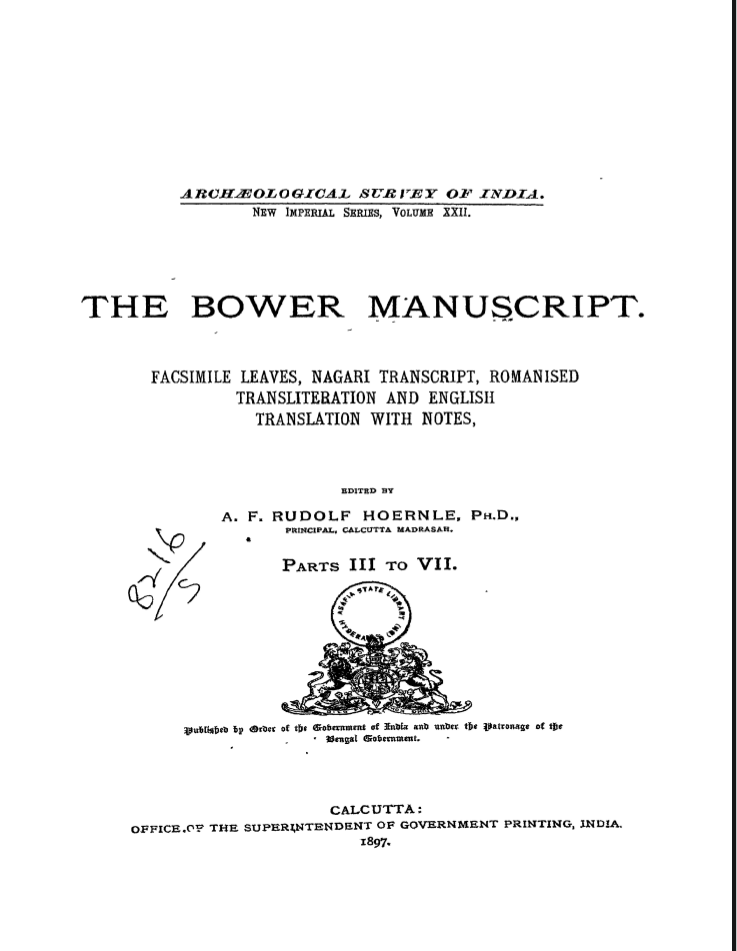
バウアー写本（1897年）

アウグスト・フリードリヒ・ルドルフ・ヘルンレ（August Friedrich Rudolf Hoernle、1841年11月14日 - 1918年11月12日）は、イギリスのインド学者。中央アジアの古文書の解読で知られる。ホータン語の初期の解読者でもあったが、その功績は長い間忘れられていた。
英語式の綴りでは「Augustus Frederic Rudolf Hoernle」。
共産主義者のエドウィン・ヘルンレは甥。

## 生涯
ヘルンレは、インドのアーグラのシカンドラーに生まれた。父のクリスチャン・テオフィルス・ヘルンレはルートヴィヒスブルク生まれのドイツ系で、はじめバーゼル伝道会にはいってペルシアに赴任したが、その後英国聖公会宣教協会 (CMS) によってアーグラに派遣された。
ヘルンレは7歳のときからドイツで教育を受け、スイスのバーゼル大学で神学を学んだ後、1860年にロンドンへ渡った。1864年から翌年にかけて、ロンドン大学でテーオドール・ゴルトシュテュッカーにサンスクリットを学んだ。
1865年に英国聖公会宣教協会によってインドのメーラトに宣教師として派遣されたが、本人の願いによって1869年にベナレスの大学 (Jay Narayan's College) でサンスクリットと哲学の教授に就任した。1872年にテュービンゲン大学の博士の学位を得た。
1874年にいったんイギリスに戻り、1877年に結婚した。翌年再びインドに渡り、カルカッタのカテドラル・ミッション・カレッジ（CMSの大学）の校長を経て、1881年からカルカッタ・マドラサ（現アーリヤー大学）の校長をつとめた。1897年にインド帝国勲章(CIE)を授けられた。1899年に退官し（後任はオーレル・スタイン）、帰国してオックスフォードに住んだ。1918年にインフルエンザによって死亡した。

## 業績
ヘルンレは、英印軍のハミルトン・バウアー中尉がクチャ近辺で入手した樺皮写本を調査し、1891年にそれが5世紀のサンスクリット文書であることを明らかにした。この報告は大きな反響を呼び、中央アジア探検ブームの引き金になった。ヘルンレ自身の名声もあがり、インド植民政府は得られた写本をヘルンレに送るよう指示した。これらの写本は現在大英図書館にあり、ヘルンレ・コレクションの名で知られる。文書はサンスクリット、ホータン語、トカラ語、古ウイグル語、ペルシア語、中国語のものを含む。
スタインの探検計画にヘルンレは大いに喜び、インド当局がスタインを支援するように働きかけた。スタインが発見したものはイギリスに送られ、まずヘルンレが整理してから大英博物館に収められた。
中央アジアからもたらされた写本の報告書は1916年に第1巻が出版されたが、著者の死によって中断された。

### 偽作問題
ヘルンレのもとに送られてきた文書の中には偽作もあった。悪名高いのはホータンのイスラム・アフーンによる偽作で、ヘルンレはこれらの文書を読めなかったが、まじめに論文で取りあげた。後にスタインがイスラム・アフーンを直接訊問して、偽作であることを明らかにしたが、この事件はヘルンレの名声を傷つけた。

## 主な著書
- A Comparative Grammar of Gaudian Languages. London: Trübner & Co. (1880)（現代インド・アーリア諸語の文法。フランスのヴォルネー賞を受賞した[2]）
- A Comparative Dictionary of the Bihārī Language. Calcutta. (1885)（グリアソンと共著）
- Studies in the Medicine of Ancient India part 1: Osteology or the Bones of the Human Body. Oxford: Clarendon Press. (1907)
- Manuscript Remains of Buddhist Literature found in Eastern Turkestan. 1. Oxford: Clarendon Press. (1916)（共著、第1巻のみ）

## 大谷大学ヘルンレ文庫
1920年、仏教学・サンスクリット学者泉芳璟（1884-1947）が、イギリスのケンブリッジ市の書店でヘーンル旧蔵の仏教、医学、言語、文学に関する431冊の書籍を発見した。そのほとんどはインドで出版されたものである。これは現在、大谷大学の図書館に保管されている。このコレクションは、現在、大谷大学の図書館に保管されている。